# Mur de refend

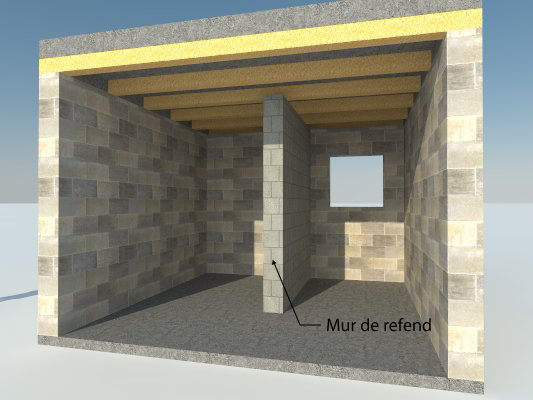
Mur de refend.

Un mur de refend est, en architecture, un mur porteur intérieur, car placé dans la structure.
Il s'agit d'un mur formant une séparation dans un intérieur d’un bâtiment. Ce mur a généralement une raison constructive, comme réduire une portée trop grande.

## Fonction du mur de refend
Il forme, s'il est transversal (cas le plus fréquent), le contreventement en contrefort interne.
Ces contreforts raidisseurs fournissent aussi une plus grande inertie mécanique et peuvent n'avoir que peu de descente de charge à supporter, dans le cas par exemple de « cages ». Lorsque le mur de refend est longitudinal, son rôle est de diminuer la portée des planchers supportés.
Ces murs fournissent une des formules de division en locaux d'un édifice (les « refens » anciens). La mise en enfilade des pièces dans des corps de bâtiments classiques est faite par des refends transversaux les traversant totalement, elle est celle du système de construction moderne à façade légère du « refend porteur » et dalle des immeubles du milieu du XXe siècle.

## Corps double
Le système classique du « corps-double » est défini par un mur de refend longitudinal traversant totalement le corps et qui donne deux enfilades, ou encore le « corps-double avec couloir », défini par la disposition de deux murs de refend longitudinaux (mais aussi celle d'un mur de refend doublé d'un mur de cloisonnement) fournissant le passage central.
Les murs transversaux non porteurs sont des galandages anciens ou des cloisons modernes et ne fournissent pas le contreventement, mais la seule division de la construction des lots dans les immeubles en copropriété, la distribution des locaux en pièces et circulations.